# Izaak Holcberg
Izaak Rafail Holcberg (lit. Izaokas Rafaelis Golcbergas, Holcbergas) (ur. 1885 w Kownie, zm. w 1981) – litewski nauczyciel i działacz społeczny żydowskiego pochodzenia, poseł na Sejm II kadencji (1923–1926). 

## Życiorys
Był dyrektorem żydowskiego gimnazjum dla dziewcząt „Jawne” w Telszach. Działał w żydowskich organizacjach na Litwie, m.in. w „Achdut”. Do Sejmu wszedł w lipcu 1923 z listy Bloku Mniejszości Narodowych zastępując kowieńskiego fabrykanta Wolfa Sulima, który posłował niecałe dwa miesiące. 